# Sołowka
Sołowka (ukr. Соловка) – wieś na Ukrainie. Należy do rejonu użhorodzkiego w obwodzie zakarpackim i liczy 825 mieszkańców.